# Mittagspause
Mittagspause est un groupe de punk rock allemand, originaire de Düsseldorf.

## Histoire
Le groupe se forme en juillet 1978 à partir de la formation Charley’s Girls, fondée en 1977, qui comprenait déjà à l'époque Peter Hein (chant), Franz Bielmeier (guitare) et Markus Oehlen (batterie). Le premier line-up comprend Gabi Delgado-López, le chanteur de Deutsch Amerikanische Freundschaft, comme choriste.
L'une de ses premières apparitions de Mittagspause est le festival d'inauguration du SO36 12 août 1978. Sur la compilation de ce concert, on peut entendre Gabi Delgado-López, il quitte le groupe après un concert de Noël au Dreieckstube à Düsseldorf le 26 décembre 1978.
Thomas Schwebel (guitare, ex-S.Y.P.H.) rejoint le groupe début 1979. Par la suite, Mittagspause développe un son propre et très spécial : le groupe n'ayant pas de bassiste, Franz Bielmeier fait des accords rythmiques très profonds et percutants, dans lesquels il se caractérise particulièrement par son style de jeu régulier, presque mécanique. Thomas Schwebel donne des mélodies et des contre-temps très joués, qui d'une part forment le pendant mélodieux de la guitare rythmique de Bielmeier et dans les phases ultérieures du groupe rappellent presque le funk (Herrenreiter, Japaner in Düsseldorf). Le tempo est plutôt lent par rapport à d'autres groupes punk (inspiré, entre autres, par le reggae), porté par le battement de batterie uniforme de Markus Oehlen.
À l'été 1979, le groupe sort son premier single, qui contient deux chansons, Militürk et Ernstfall, qui seront reprises par Fehlfarben. Fin 1979, le single Herrenreiter/Paff paraît ; Paff est une reprise d'une vieille chanson de Marlene Dietrich.
Le dernier concert de Mittagspause a lieu le 31 décembre 1979 au Okie Dokie à Neuss dans le cadre du Rondo-Sylvester organisé par Bielmeier.
Début 1980, le groupe se sépare. Hein et Schwebel avaient déjà fondé Fehlfarben en tant que projet parallèle dans la phase finale du groupe. Bielmeier se concentre sur son label Rondo, Oehlen se fait surtout connaître en tant qu'artiste visuel, mais joue occasionnellement dans divers groupes (Vielleichtors, Red Krayola, Flying Klassenfeind, Van Oehlen).
Un concert à Wuppertal le 10 novembre 1979 paraît en 1981.

## Diskografie
- 1979 : Mittagspause (single)
- 1979 : Herrenreiter/Paff (single)
- 1979 : Testbild (single)
- 1981 : Punk macht dicken Arsch (live le 10 novembre 1979 à Wuppertal) (LP)
- 1983 : Mittagspause (réédition, remix, LP)
- 1992 : Herrenreiter (démos) (CD)
- 2004 : 1979-1982 (Best of)

## Source de la traduction
- (de) Cet article est partiellement ou en totalité issu de l’article de Wikipédia en allemand intitulé « Mittagspause (Band) » (voir la liste des auteurs).

1. ↑  (de) Manfred Rebhandl, « „Wenn sich zwei treffen, dann kommen fünf Bands dabei raus“ », Die Welt,‎ 19 juin 2019 (lire en ligne)